# 대한민국 사회정화위원회
사회정화위원회(社會淨化委員會)는 전두환의 대통령 취임 이후 설치된 대한민국의 옛 국무총리 직할 중앙행정기관이다.
1980년 10월 28일에 공포된 ‘사회정화위원회설치령’에 의하면, 위원장 1명과 3명 이상 5명 이하의 위원, 4개부와 행정실, 8명 이내의 전문위원, 10명 이상 20명 이하의 자문위원, 약간 명의 고문으로 구성되었다.
동령 3조에 의하면, 위원회의 직무는 사회정화 업무 연구 및 기획, 대통령 및 국무총리의 명에 대한 사회정화 업무 관계 행정기관·공공단체 및 그 산하단체에 대한 조정과 통제, 사회정화운동추진을 위한 교육 및 홍보, 기타 사회정화에 관한 수명(受命) 사항 등으로 규정되었다.
사회정화작업의 시초는 국가보위비상대책위원회가 1980년 8월 발표한 '사회악 일소 특별조치'에서 찾을 수 있다. 이 조치를 통해 같은 해 연말까지 총 5만 7,561명의 '사회악 사범'이 검거되어, 3,000여 명은 일반·군사 재판에 회부되고 3만여 명은 '삼청교육대'로 통칭되는 군부대에 수용되어 순화 교육을 받았다.
사회정화위원회의 활동은 크게 나누어 첫째, '공직사회의 기강 확립'으로서 무사안일주의·기회주의·보신주의 추방에 초점을 맞추었으며, 둘째, '사회기강 확립'의 차원에서 학교 주변의 폭력·유해환경 및 불법과외 단속 등을 추진했고, 셋째, '국민운동'의 수준에서 질서확립운동 및 부정심리 추방 등 의식개혁운동을 전개했다.
노태우정부수립후 해편되어 1989년 바르게살기운동중앙협의회 탄생했다

## 설치 근거 및 소관 업무
- 사회정화위원회설치령 [제10054호, 1980.2.28 제정] 제3조[1]

## 연혁
- 1980년 11월 1일 - 중앙행정기관 사회정화위원회를 국무총리 직할로 신설.
- 1989년 2월 28일 - 동령을 폐지하고, 해당 사무중 일부는 내무부로, 나머지 주요사무와 조직. 자산은 신설되는 바르게살기운동중앙협의회로 이관